# 佛科留斯系統

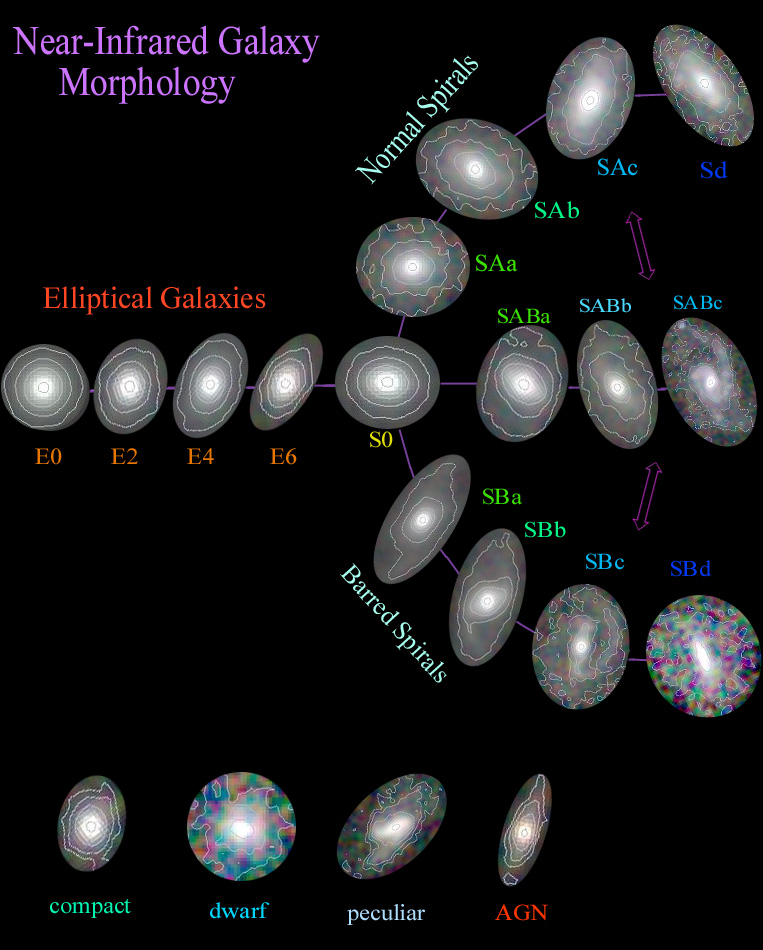

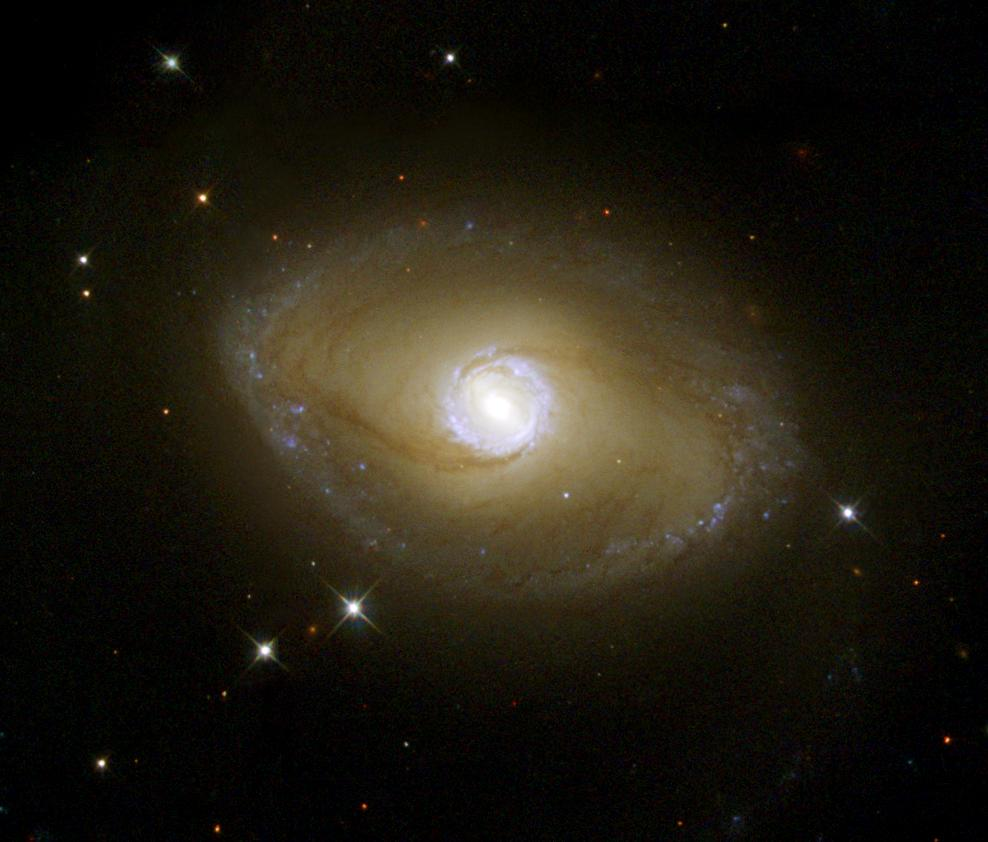
NGC 6782：分類為type SB(r)0/a的螺旋星系，有3個不同半徑的環和短棒。

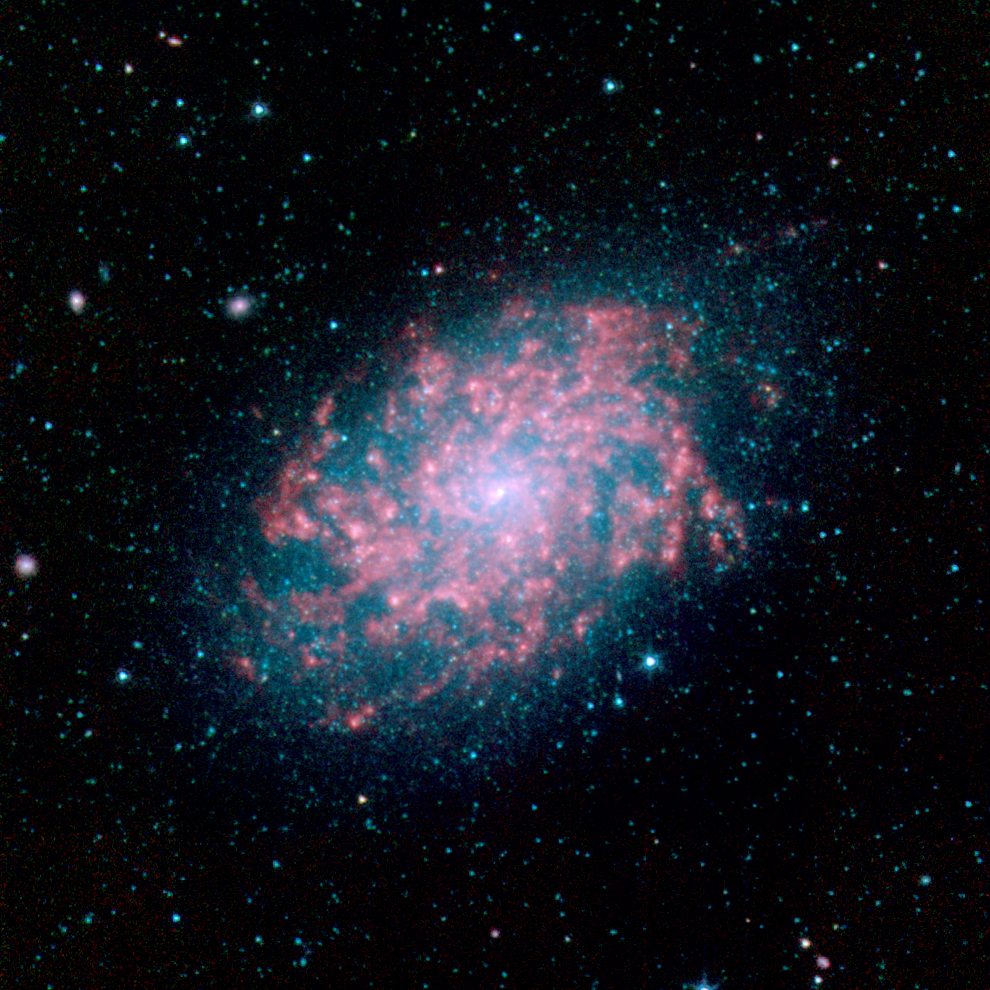
NGC 7793：分類為SA(s)d的螺旋星系。

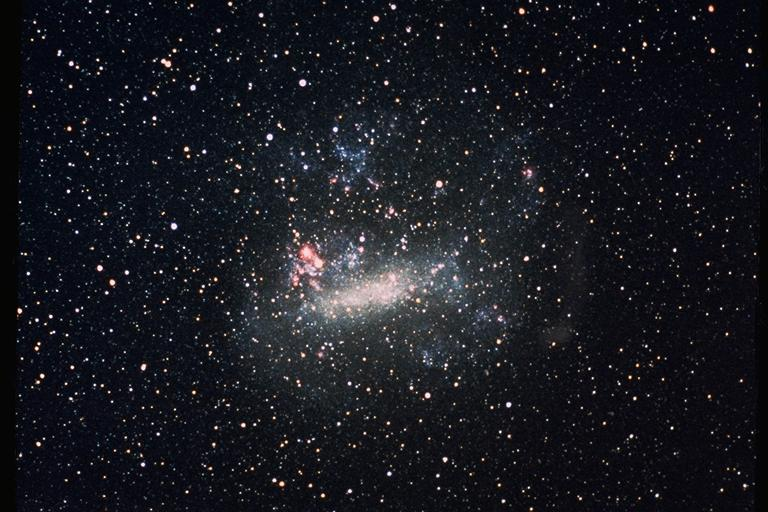
大麥哲倫雲：分類為SBm 的星系。

佛科留斯系統（Galaxy morphological classification）被視為是哈伯序列的擴充，並被廣泛的使用着，最早是在1959年由熱拉爾·佛科留斯 (Gérard de Vaucouleurs)提出的。佛科留斯認為愛德文·哈勃在二度空間對螺旋星系的分類，只針對旋臂的鬆緊度和短棒的有無來區分，沒有全方位的充分描述出觀測所見到的星系型態，特別是他認為環和透鏡也是螺旋星系組成的重要結構。
佛科留斯系統保留了哈伯序列的基本分類，將星系分為橢圓星系、透鏡星系、螺旋星系和不規則星系。熱拉爾·佛科留斯依據三種型態的特徵，為螺旋星系做了更精緻的分類系統，補充了哈伯序列的不足：
- 短棒：依據星系在核心區域有無出現短棒來區分。迪·佛科留斯以SA來標示 (與沿用自哈伯序列的SB相對) 沒有短棒的螺旋星系，他也允許中間形式的螺旋星系，即短棒不明顯但確實有的，並標示為SAB。透鏡星系也依據有無短棒標示為S0A或S0B，當標示為S0則是告訴我們不能確認有無短棒的結構 (通常是因為以側面朝向地球而無法分辨)。
- 環：擁有類似環狀結構的星系就會歸為此類，並以‘(r)’作為標示。沒有環狀結構的就以‘(s)’ 作為對應的標示，而介於兩這者之間的會標示為(rs)。
- 旋臂：和哈伯原來的一樣，螺旋星系的分類是以旋臂纏繞旋緊的程度來分類的。迪·佛科留斯從哈伯音叉的節點延伸出新的新的分支和分類：
  - Sd (SBd) – 散開、旋臂碎裂成獨立的星雲和星團，中心的核球非常微弱。
  - Sm (SBm) – 外觀看起來是不規則的，沒有核球的結構。
  - Im – 極度不規則的星系。

許多屬於這三類的星系在原先的哈伯序列中都是Irr I的不規則星系，但也有一些原屬於Sc的被重新分為Sd。Sm和Im都是依據麥哲倫雲的旋臂和不規則性所做的分類，大麥哲倫雲有一些旋臂的結構，分類上是SBm；小麥哲倫雲是不規則的Im。
分類中的不同元素可以相互結合 －以它們列出的順序－ 來對星系進行完整的分類。例如，有微弱短棒和旋臂與環鬆散不全的螺旋星系，可以標示為SAB(r)c。
在形象上，佛科留斯系統可以視為 三度空間（页面存档备份，存于） 的哈伯序列，從哈伯音叉的節點上，舞台旋臂 (旋臂) 沿著X軸伸展，家族 (短棒) 出現在Y軸上，變化 (環) 發生在Z軸上。

## 外部連結
- 星系和宇宙（页面存档备份，存于） – 星系分類簡介(英文)
- Near-Infrared Galaxy Morphology Atlas（页面存档备份，存于）, T.H. Jarrett
- The Spitzer Infrared Nearby Galaxies Survey (SINGS) Hubble Tuning-Fork, SINGSArchive.today的存檔，存档日期2012-12-05 Spitzer Space Telescope Legacy Science Project
- Go to GalaxyZoo.org（页面存档备份，存于） to try your hand at classifying galaxies as part of an Oxford University open community project